# Xiamen-Marathon
Der Xiamen-Marathon (engl. Bezeichnung Xiamen International Marathon; abgekürzt XIM; chinesisch 厦门国际马拉松赛, Pinyin Xiàmén Guójì Mǎlāsōngsài) ist ein Marathon in Xiamen, der erstmals 2003 ausgetragen wurde und mittlerweile zu den größten und schnellsten in Asien zählt. Er wird zusammen von der Stadtverwaltung von Xiamen und der Chinese Athletic Association organisiert. Zum Wettbewerb gehören auch ein Halbmarathon sowie ein 10-km- und ein 5-km-Lauf.
Start aller Läufe ist am Xiamen International Conference & Exhibition Center. Von dort geht es parallel zur Küste auf der Huandao Road in Richtung Westen. Die 5-km- und 10-km-Läufe sowie der Halbmarathon sind Punkt-zu-Punkt-Strecken, die Marathonläufer begeben sich vom Westteil Xiamens auf größtenteils derselben Strecke zurück zum Ausgangspunkt.
Im Jahr 2021 fand das Rennen aufgrund der COVID-19-Pandemie nicht turnusgemäß am 3. Januar statt. Am 11. April 2021 wurde in Hinblick auf die Qualifikation für die Olympischen Sommerspiele in Japan parallel zum Rennen in Xiamen ein Elitelauf auf dem Flughafen Siena in Zusammenarbeit mit dem italienischen Leichtathletik-Dachverband FIDAL veranstaltet, die Bezeichnung lautete „Xiamen Marathon and Tuscany Camp Global Elite Race“.
Im Jahr 2025 gelang der Äthiopierin Ruti Aga mit 2:18:46 h die erste Frauen-Zeit unter 2:19 h in Xiamen. Bei den Männern steigerte Landsmann Dawit Wolde den Streckenrekord auf 2:06:06 h.

## Statistik

### Streckenrekorde
- Männer: 2:06:06 h, Dawit Wolde  Äthiopien, 2025
- Frauen: 2:18:46 h, Ruti Aga  Äthiopien, 2025

Damit rangiert der Xiamen-Marathon, mit 4:24:52 h, auf der Liste der schnellsten Marathonveranstaltungen (ermittelt durch Addition der Streckenrekorde) auf Platz 17 weltweit.

### Siegerliste
| Datum         | Männer                    | Nation              | Zeit    | Frauen                  | Nation              | Zeit    |
| ------------- | ------------------------- | ------------------- | ------- | ----------------------- | ------------------- | ------- |
| 5. Jan. 2025  | Dawit Wolde               | Äthiopien           | 2:06:06 | Ruti Aga                | Äthiopien           | 2:18:46 |
| 7. Jan. 2024  | Asefa Boki Kebebe         | Äthiopien           | 2:06:46 | Bekelech Gudeta         | Äthiopien           | 2:22:54 |
| 2. Apr. 2023  | Philemon Kipchumba        | Kenia               | 2:08:04 | Meseret Alemu Abebayahu | Äthiopien           | 2:24:42 |
| 27. Nov. 2022 | Feng Peiyou               | Volksrepublik China | 2:13:53 | Li Jingfen              | Volksrepublik China | 2:36:14 |
| 10. Apr. 2021 | Yang Dinghong             | Volksrepublik China | 2:15:25 | Jiao Jing               | Volksrepublik China | 2:35:30 |
| 5. Jan. 2020  | Birhan Nebebew            | Äthiopien           | 2:08:16 | Medina Armino -2-       | Äthiopien           | 2:26:12 |
| 6. Jan. 2019  | Dejene Debela -2-         | Äthiopien           | 2:09:26 | Medina Armino           | Äthiopien           | 2:27:25 |
| 7. Jan. 2018  | Dejene Debela             | Äthiopien           | 2:11:22 | Fatuma Sado -2-         | Äthiopien           | 2:26:41 |
| 2. Jan. 2017  | Lemi Berhanu              | Äthiopien           | 2:08:27 | Meseret Mengistu        | Äthiopien           | 2:25:58 |
| 2. Jan. 2016  | Vincent Kipruto           | Kenia               | 2:10:18 | Worknesh Edesa          | Äthiopien           | 2:24:04 |
| 3. Jan. 2015  | Moses Cheruiyot Mosop     | Kenia               | 2:06:19 | Mare Dibaba -2-         | Äthiopien           | 2:19:52 |
| 2. Jan. 2014  | Mariko Kiplagat Kipchumba | Kenia               | 2:08:06 | Mare Dibaba             | Äthiopien           | 2:21:36 |
| 5. Jan. 2013  | Negari Terfa              | Äthiopien           | 2:07:32 | Fatuma Sado             | Äthiopien           | 2:27:35 |
| 7. Jan. 2012  | Peter Kamais Lotagor      | Kenia               | 2:07:37 | Ashu Kasim              | Äthiopien           | 2:23:09 |
| 2. Jan. 2011  | Robert Kipkorir Kipchumba | Kenia               | 2:08:07 | Amane Gobena            | Äthiopien           | 2:31:49 |
| 2. Jan. 2010  | Feyisa Lilesa             | Äthiopien           | 2:08:47 | Atsede Baysa            | Äthiopien           | 2:28:53 |
| 3. Jan. 2009  | Samuel Muturi Mugo        | Kenia               | 2:08:51 | Chen Rong               | Volksrepublik China | 2:29:52 |
| 5. Jan. 2008  | Kiprotich Kenei           | Kenia               | 2:09:49 | Zhang Yingying          | Volksrepublik China | 2:22:38 |
| 31. März 2007 | Li Zhuhong                | Volksrepublik China | 2:13:17 | Zhu Xiaolin             | Volksrepublik China | 2:26:08 |
| 25. März 2006 | Stephen Loruo Kamar       | Kenia               | 2:10:46 | Sun Weiwei              | Volksrepublik China | 2:26:32 |
| 26. März 2005 | Raymond Kipkoech Chemwelo | Kenia               | 2:09:49 | Zhou Chunxiu -3-        | Volksrepublik China | 2:29:58 |
| 27. März 2004 | James Moiben              | Kenia               | 2:10:54 | Zhou Chunxiu -2-        | Volksrepublik China | 2:23:28 |
| 30. März 2003 | Hailu Negussie            | Äthiopien           | 2:09:03 | Zhou Chunxiu            | Volksrepublik China | 2:34:16 |